# 21 de agosto nos Jogos Olímpicos de Verão de 2008
21 de agosto foi o décimo quinto dia de competições dos Jogos Olímpicos de Verão de 2008. Neste dia foram disputadas competições de dezenove esportes.

## Esportes
| - Atletismo - Basquetebol - Canoagem - Ciclismo - Futebol - Ginástica - Hipismo - Handebol - Hóquei sobre a grama - Lutas | - Natação - Pentatlo moderno - Pólo aquático - Saltos ornamentais - Softbol - Taekwondo - Tênis de mesa - Vela - Voleibol |

## Destaques do dia

### Atletismo
- 110 m com barreiras masculino: com a ausência de Liu Xiang (contundido), Dayron Robles, de Cuba, vence a prova com facilidade.[1]

- Revezamentos 4x100 m masculino e 4x100 m feminino: atletas estadunidenses deixam cair os bastões e eliminam suas equipes das duas finais de uma prova em que o país tem mais tradição.[2][3]

- Salto triplo masculino: o português Nélson Évora conquista o ouro na prova com 17,67 m.[4]

- 200 m feminino: a jamaicana Veronica Campbell-Brown vence a prova e o país centro-americano conquista o ouro nas quatro provas mais rápidas do atletismo olímpico (100 m e 200 m masculino e feminino).[5]

### Natação
Lição de vida nas provas de maratona aquática masculina: o holandês Maarten van der Weijden venceu a prova (se tornando o primeiro campeão olímpico da modalidade) após se curar de uma leucemia, diagnosticada em 2001.

### Futebol
A equipe estadunidense vence o Brasil no torneio feminino com um gol na prorrogação.

### Voleibol de praia
Kerri Walsh e Misty May-Treanor conquistam o título do torneio feminino sem perder nenhum set.

## Campeões do dia
| Modalidade         | Evento                              | Atleta(s) | País                | Recorde | Ref.   |
| ------------------ | ----------------------------------- | --- | ------------------- | ------- | ------ |
| Atletismo          | 110 m com barreiras masculino       | Dayron Robles | CUB Cuba            |         |        |
| Atletismo          | 400 m masculino                     | LaShawn Merritt | USA Estados Unidos  |         | [ 9 ]  |
| Atletismo          | Salto triplo masculino              | Nelson Evora | POR Portugal        |         | [ 10 ] |
| Atletismo          | 200 m feminino                      | Veronica Campbell-Brown | JAM Jamaica         |         | [ 11 ] |
| Atletismo          | 20 km marcha atlética feminina      | Olga Kaniskina | RUS Rússia          | OR      | [ 12 ] |
| Atletismo          | Lançamento de dardo feminino        | Barbora Špotáková | CZE República Checa |         | [ 13 ] |
| Saltos ornamentais | Plataforma 10 m individual feminino | Chen Ruolin | CHN China           |         | [ 14 ] |
| Hipismo            | Saltos individual                   | Eric Lamaze | CAN Canadá          |         |        |
| Futebol            | feminino                            | Hope Solo, Nicole Barnhart, Heather Mitts, Christie Rampone, Rachel Buehler, Stephanie Cox, Kate Markgraf, Lori Chalupny, Lindsay Tarpley, Shannon Boxx, Heather O'Reilly, Aly Wagner, Carli Lloyd, Tobin Heath, Angela Hucles, Natasha Kai, Amy Rodriguez, Lauren Cheney | USA Estados Unidos  |         |        |
| Pentatlo moderno   | masculino                           | Andrey Moiseev | RUS Rússia          |         |        |
| Vela               | Star masculino                      | Iain Percy e Andrew Simpson | GBR Grã-Bretanha    |         | [ 15 ] |
| Vela               | Tornado                             | Antón Paz e Fernando Echavarri | ESP Espanha         |         | [ 16 ] |
| Softbol            | feminino                            | Naho Emoto, Motoko Fujimoto, Megu Hirose, Emi Inui, Sachiko Ito, Ayumi Karino, Satoko Mabuchi, Yukiyo Mine, Masumi Mishina, Rei Nishiyama, Hiroko Sakai, Rie Sato Mika Someya, Yukiko Ueno, Eri Yamada                                                                    | JPN Japão           |         | [ 17 ] |
| Natação            | 10 km masculino                     | Maarten van der Weijden | NED Países Baixos   |         | [ 18 ] |
| Taekwondo          | Até 68 kg masculino                 | Son Tae-Jin | KOR Coreia do Sul   |         |        |
| Taekwondo          | Até 57 kg feminino                  | Lim Su-Jeong | KOR Coreia do Sul   |         | [ 19 ] |
| Voleibol de praia  | Feminino                            | Kerri Walsh e Misty May-Treanor | USA Estados Unidos  |         | [ 20 ] |
| Polo aquático      | feminino                            | Ilse van der Meijden, Yasemin Smit, Mieke Cabout, Biurakn Hakhverdian, Marieke van den Ham, Danielle de Bruijn, Iefke van Belkum, Noeki Klein, Gillian van den Berg, Alette Sijbring, Rianne Guichelaar, Simone Koot, Meike de Nooy                                       | NED Países Baixos   |         | [ 21 ] |
| Lutas              | Livre - até 84kg masculino          | Revazi Mindorashvili | GEO Geórgia         |         | [ 22 ] |
| Lutas              | Livre - até 96kg masculino          | Shirvani Muradov | RUS Rússia          |         | [ 23 ] |
| Lutas              | Livre - até 120kg masculino         | Artur Taymazov | UZB Uzbequistão     |         | [ 24 ] |

## Líderes do quadro de medalhas ao final do dia 21
| Ordem | País               | Medalha de ouro | Medalha de prata | Medalha de bronze |    |
| ----- | ------------------ | --------------- | ---------------- | ----------------- | -- |
| 1     | CHN China          | 46              | 15               | 22                | 83 |
| 2     | USA Estados Unidos | 29              | 34               | 32                | 95 |
| 3     | GBR Grã-Bretanha   | 17              | 12               | 11                | 40 |
| 4     | RUS Rússia         | 16              | 16               | 19                | 51 |
| 5     | AUS Austrália      | 11              | 13               | 14                | 38 |